# (26919) Shoichimiyata
(26919) Shoichimiyata est un astéroïde de la ceinture principale.

## Description
(26919) Shoichimiyata est un astéroïde de la ceinture principale. Il fut découvert le 3 septembre 1996 à Nanyo par Tomimaru Okuni. Il présente une orbite caractérisée par un demi-grand axe de 3,14 UA, une excentricité de 0,11 et une inclinaison de 7,6° par rapport à l'écliptique.

## Compléments